# Liga Bragadense de Fútbol
La Liga Bragadense de Fútbol es una liga regional de fútbol en la provincia de Buenos Aires, República Argentina. Tiene su sede en la calle Conesa n° 328 de la ciudad de Bragado, y fue fundada el 4 de abril de 1948. Su jurisdicción comprende al Partido de Bragado.
La Liga no está afiliada a la Asociación del Fútbol Argentino a través de su ente rector del fútbol indirectamente afiliado, el Consejo Federal del Fútbol Argentino. Esto permite a los campeones de la misma competir en el Torneo Regional Federal Amateur, que representa la cuarta categoría del fútbol argentino y abre la vía para el ascenso a categorías que desembocan en la Primera División. Para la edición 2023/24 está clasificado el Sindicato de Empleados Municipales de Bragado (S.E.M.B.) por ser el último campeón, mientras que el otro participante, Bragado Club, participa por obtener la licencia deportiva.

## Historia
La Liga es un desprendimiento de la antigua Asociación de Fútbol del Oeste de Bragado, una Liga surgida en 1929 bajo el nombre de Federación Regional de Foot Ball Manuel Alberti y luego Federación Regional de Foot Ball del Oeste, que supo reunir a clubes de Bragado, Florentino Ameghino, Trenque Lauquen, Pehuajó, General Villegas y otras localidades.
A principios de 1945, el Club Mariano Moreno de Bragado se desprendió de esta nueva Liga con el fin de formar una nueva con clubes de la ciudad. Así fue que un 2 de abril de ese año, directivos de esta institución se reunieron con directivos de los clubes Pueblo Nuevo, Boca Juniors, Sportivo Boedo y Sportivo Bragado de Bragado y Ferrocarril Oeste de Mechita. Esta unión se dio a conocer con el nombre de Liga Independiente de Fútbol de Bragado. Tres años más tarde, un 26 de marzo de 1948, se reunieron directivos de los clubes Juventud Unida y Defensores de Alberti, y de Sportivo Bragado, Porteño y Racing Club de Bragado. En esta reunión se dio el puntapié inicial a una Liga Deportiva que abarque más deportes además de fútbol como el básquetbol, tenis y bochas. El 4 de abril de 1948 finalmente directivos de ambas asociaciones unen sus intereses, con el Club Mariano Moreno como anfitrión, y con directivos de los clubes Puerto Nuevo, Porteño y Racing Club de Bragado, Juventud Unida de Alberti y Juventud Ferroviaria y Ferrocarril Oeste de Mechita.
Aquel primer campeonato lo disputaron los clubes Ferrocarril Oeste y Juventud Ferroviaria de Mechita, Juventud Unida y Defensores de Alberti, y Racing Club, Mariano Moreno, Puerto Nuevo y Porteño de Bragado, y quedó en manos de Juventud Ferroviaria.
En el año 2005, debido a la resolución del Consejo Federal sobre el mínimo de equipos para considerar a una Liga como afiliada, la Liga comenzó a involucrarse en la organización de campeonatos Interligas, primero organizando un torneo en conjunto con la Liga Toldense de Fútbol, y luego involucrándose en la Unión Regional que conformaban la Liga Deportiva del Oeste y la Liga Deportiva de Chacabuco en 2006. A estas Ligas se les sumó la Liga Deportiva de General Arenales en 2007, y la Liga Deportiva de Colón, la Liga de Fútbol de Salto y la Liga Deportiva de Fútbol de Rojas en 2010. En 2012, debido a problemas internos que la Liga Bragadense estaba teniendo en su propio seno, ésta decide apartarse de la Unión Regional. Su última experiencia interligas tuvo lugar en 2014, al unirse a la Alianza Deportiva que estaban integrando las Ligas Toldense, la Liga Casarense de Fútbol y la Liga Nuevejuliense de Fútbol.
En la actualidad la Liga Bragadense cuenta con dos divisiones, Primera y Ascenso. En 2023, además, comenzó a disputarse una copa con los equipos de ambas divisiones, la Copa Bragado.

## Clubes registrados

### Clubes activos de fútbol masculino en 2025
La Liga Bragadense cuenta con dos divisiones debido a la gran cantidad de equipos que la integran. Cabe aclarar que la Quinta división es una división única.

#### Primera División 2025
| Equipo                                                  | Ciudad           | Primera | Quinta | Notas |
| ------------------------------------------------------- | ---------------- | ------- | ------ | --- |
| Club Social y Deportivo Porteño                         | Bragado          | Primera | No     | 3 veces campeón de la Liga Bragadense |
| Bragado Club                                            | Bragado          | Primera | Si     | Máximo ganador de la Liga Bragadense (13) y ha sido ganador de la edición 2013 del Torneo del Interior y participado de las ediciones 2014, 2015, 2016 (Complementario) y 2017 del extinto Torneo Federal B, al igual que la edición 2014/15 de la Copa Argentina de Fútbol.                    |
| Club Atlético Villa Tranquila                           | Eduardo O'Brien  | Primera | Si     | Actual campeón de la Liga Bragadense (2024) |
| Club Deportivo El Verde Fútbol                          | Bragado          | Primera | Si     | Finalista de la Copa Bragado (2022) |
| Club Juventud Salaberry Social y Deportivo              | Máximo Fernández | Primera | Si     | Campeón del Clausura (2018) |
| Club Social y Deportivo Juventus Juniors                | Bragado          | Primera | No     | 4 veces campeón de la Liga Bragadense |
| Club Social y Deportivo San Martín                      | Bragado          | Primera | No     | Previamente conocido como Escuela de Deportes General San Martín. |
| Sindicato de Empleados Municipales de Bragado (S.E.M.B) | Bragado          | Primera | No     | 2 veces campeón de la Liga Bragadense |
| Club Sportivo Bragado                                   | Bragado          | Primera | Si     | 9 veces campeón de la Liga Bragadense (en los años 2005 y 2006 la Liga Bragadense de Fútbol realizó Torneos Interligas en los que en ambos Sportivo fue el mejor ubicado de la ciudad, de igual manera La Liga no reconoce esos títulos ya que no fueron organizados por la entidad Bragadense) |
| Club Social y Deportivo Mechita                         | Mechita          | Primera | Si     | Fusión de los clubes de Mechita Juventud Ferroviaria y Ferrocarril Oeste. 8 veces campeón de la Liga Bragadense |

#### División Ascenso 2025
| Equipo                                    | Ciudad      | Primera | Quinta | Notas                                       |
| ----------------------------------------- | ----------- | ------- | ------ | ------------------------------------------- |
| Club Deportivo y Social La Candela        | Alberti     | Ascenso | No     | Además jugó en la Liga Albertina de Fútbol. |
| Club Sportivo Warnes                      | Warnes      | Ascenso | No     |                                             |
| Club Social y Deportivo San Martin        | Bragado     | Ascenso | No     |                                             |
| Comodoro Fútbol Club                      | Comodoro Py | Ascenso | No     |                                             |
| Defensores del Fútbol de Irala            | Irala       | Ascenso | No     |                                             |
| Club Social y Deportivo Parque San Martín | Bragado     | Ascenso | No     |                                             |

### Clubes activos de fútbol femenino en 2023
Los siguientes equipos están disputando el Torneo Clausura 2023 de Fútbol Femenino de Bragado:
| Equipo                                                   | Ciudad           | Notas                                                                                               |
| -------------------------------------------------------- | ---------------- | --------------------------------------------------------------------------------------------------- |
| Club Atlético Defensores de Belgrano                     | Los Toldos       | Milita con su equipo masculino en la Liga Toldense de Fútbol. .                                     |
| Club Atlético Juventud Unida                             | Eduardo O'Brien  | |
| Club Atlético La Delfina                                 | La Delfina       | Milita con su equipo masculino en la Liga Toldense de Fútbol.                                       |
| Club Deportivo El Verde Fútbol                           | Bragado          | |
| Club Deportivo y Social La Candela                       | Alberti          | |
| Club Juventud Salaberry Social y Deportivo               | Máximo Fernández | |
| Club Social y Deportivo Cerámica Argentina               | Chivilcoy        | Milita con su equipo masculino en la Liga Chivilcoyana de Fútbol.                                   |
| Club Social y Deportivo Ferrocarril Mechita              | Mechita          | No debe ser confundido con uno de los dos clubes que integran el actual Social y Deportivo Mechita. |
| Club Social y Deportivo Los Ponis de River               | Bragado          | |
| Sindicato de Empleados Municipales de Bragado (S.E.M.B.) | Bragado          | |

### Otros clubes
| Equipo                                                        | Ciudad           | Estado       | Notas |
| ------------------------------------------------------------- | ---------------- | ------------ | --- |
| Asociación Atlética, Cultural y Deportiva Defensores del Bajo | Bragado          | Desafiliado  | |
| Asociación Social, Cultural y Deportiva Santa Marta           | Bragado          | Desaparecido | |
| Club Acerías Bragado                                          | Bragado          | Desafiliado  | |
| Club Aceros Moreno                                            | Bragado          | Desaparecido | Fusión entre Acerías Bragado y Mariano Moreno. |
| Club Agrario Comodoro Py                                      | Comodoro Py      | Desaparecido | |
| Club Atlético Almirante Brown                                 | Bragado          | Desafiliado  | |
| Club Atlético Boca Juniors                                    | Bragado          | Desafiliado  | |
| Club Atlético Defensores                                      | Alberti          | Desafiliado  | |
| Club Atlético Juventud Unida                                  | Máximo Fernández | Desafiliado  | |
| Club Atlético Libertad                                        | Comodoro Py      | Desafiliado  | |
| Club Atlético Mariano Moreno                                  | Bragado          | Desafiliado  | |
| Club Atlético O'Brien                                         | Eduardo O'Brien  | Desaparecido | |
| Club Atlético River Plate                                     | Bragado          | Desafiliado  | |
| Club Banco Nación                                             | Bragado          | Desafiliado  | |
| Club Deportivo y Social San Lorenzo                           | Alberti          | Desafiliado  | |
| Club Gimnasia y Esgrima                                       | San Emilio       | Desaparecido | |
| Club Juventud Argentina                                       | Bragado          | Desafiliado  | |
| Club Juventud Unida                                           | Los Toldos       | Desaparecido | Fusionado con el Club Deportivo Alsina para formar el Club Juventud Alsina que milita en la Liga Toldense de Fútbol.                                 |
| Club Peña Encuentro Boquense                                  | Bragado          | Desafiliado  | |
| Club San Martín                                               | Warnes           | Desafiliado  | |
| Club Social y Deportivo Los Millonarios                       | Bragado          | Desafiliado  | |
| Club Social y Deportivo Pequeños Gigantes                     | Bragado          | Desafiliado  | |
| Club Social y Deportivo Pueblo Nuevo                          | Bragado          | Desafiliado  | |
| Club Social y Deportivo Viamonte                              | Los Toldos       | Desaparecido | Producto de la fusión de los clubes Club Social y Viamonte Fútbol Club. Antecesor del actual Viamonte F.C. que milita en la Liga Toldense de Fútbol. |
| Club Sportivo Huracán                                         | Bragado          | Desaparecido | |
| Club Sportivo Olascoaga                                       | Olascoaga        | Desafiliado  | |
| Club Unión Social y Deportiva Irala                           | Irala            | Desafiliado  | También disputó torneos en la Liga Deportiva de Chacabuco.                                                                                           |
| El Potrero Fútbol Club                                        | Morse            | Desaparecido | |
| Fútbol Club El Campín                                         | Bragado          | Desafiliado  | |
| Sacachispas Fútbol Club                                       | Bragado          | Desafiliado  | |
| Social y Deportivo Racing Club                                | Bragado          | Desafiliado  | |
| Sportivo Recreativo Warnes                                    | Warnes           | Desafiliado  | |

## Historial de campeones
Los siguientes son los campeones de todos los torneos disputados en la Liga. Para fines estadísticos, en este historial también se incluirán los campeones de la difunta Asociación de Foot Ball del Oeste, aunque se los contabilizará por separado.

### Asociación de Foot Ball del Oeste

#### Por año
| Año  | Campeonato            | Ganador               | Ciudad                |
| ---- | --------------------- | --------------------- | --------------------- |
| 1929 | Único                 | Argentino             | Trenque Lauquen       |
| 1930 | Único                 | Rivadavia             | Lincoln               |
| 1931 | Sin datos disponibles | Sin datos disponibles | Sin datos disponibles |
| 1932 | Único                 | Sportivo Argentino    | Pehuajó               |
| 1933 | Sin datos disponibles | Sin datos disponibles | Sin datos disponibles |
| 1934 | Único                 | Viamonte F.C.         | Los Toldos            |
| 1935 | Único                 | Mariano Moreno        | Bragado               |
| 1936 | Único                 | Argentino             | Trenque Lauquen       |
| 1937 | Único                 | Mariano Moreno        | Bragado               |
| 1938 | Único                 | Estudiantes Unidos    | Pehuajó               |
| 1939 | Único                 | Porteño               | Bragado               |
| 1940 | Único                 | Huracán               | Carlos Casares        |
| 1941 | Único                 | Eclipse               | General Villegas      |
| 1942 | Sin datos disponibles | Sin datos disponibles | Sin datos disponibles |
| 1943 | Único                 | Estudiantes Unidos    | Pehuajó               |
| 1944 | Sin datos disponibles | Sin datos disponibles | Sin datos disponibles |
| 1945 | Único                 | Argentino             | Trenque Lauquen       |

#### Por club
| Equipo                | Ciudad                | Total | Campeonatos            |
| --------------------- | --------------------- | ----- | ---------------------- |
| Argentino             | Trenque Lauquen       | 3     | 1929, 1936, 1945       |
| Estudiantes Unidos    | Pehuajó               | 2     | 1938, 1943             |
| Mariano Moreno        | Bragado               | 2     | 1935, 1937             |
| Eclipse               | General Villegas      | 1     | 1941                   |
| Huracán               | Carlos Casares        | 1     | 1940                   |
| Porteño               | Bragado               | 1     | 1939                   |
| Rivadavia             | Lincoln               | 1     | 1930                   |
| Argentino             | Pehuajó               | 1     | 1932                   |
| Viamonte F.C.         | Los Toldos            | 1     | 1934                   |
| Campeonatos sin datos | Campeonatos sin datos | 4     | 1931, 1933, 1942, 1944 |

### Liga Bragadense de Fútbol

#### Por año
| Año  | Campeonato    | Ganador              | Ciudad          |
| ---- | ------------- | -------------------- | --------------- |
| 1948 | Único         | Juventud Ferroviaria | Mechita         |
| 1949 | Único         | Juventud Ferroviaria | Mechita         |
| 1950 | Único         | Racing Club          | Bragado         |
| 1951 | Único         | Racing Club          | Bragado         |
| 1952 | Único         | Mariano Moreno       | Bragado         |
| 1953 | Único         | Juventud Ferroviaria | Mechita         |
| 1954 | Único         | F.E.B.A.             | Alberti         |
| 1955 | Único         | Juventud Unida       | Alberti         |
| 1956 | Único         | Porteño              | Bragado         |
| 1957 | Único         | F.E.B.A.             | Alberti         |
| 1958 | Único         | Sportivo Bragado     | Bragado         |
| 1959 | Único         | Mariano Moreno       | Bragado         |
| 1960 | Único         | Racing Club          | Bragado         |
| 1961 | Único         | Porteño              | Bragado         |
| 1962 | Único         | Porteño              | Bragado         |
| 1963 | Único         | Boca Juniors         | Bragado         |
| 1964 | Único         | Sportivo Olascoaga   | Olascoaga       |
| 1965 | Único         | Boca Juniors         | Bragado         |
| 1966 | Único         | Juventus Juniors     | Bragado         |
| 1967 | Único         | Mariano Moreno       | Bragado         |
| 1968 | Único         | Juventud Ferroviaria | Mechita         |
| 1969 | Único         | Sportivo Olascoaga   | Olascoaga       |
| 1970 | Único         | Juventud Ferroviaria | Mechita         |
| 1971 | Único         | Juventus Juniors     | Bragado         |
| 1972 | Único         | Sportivo Olascoaga   | Olascoaga       |
| 1973 | Único         | Sportivo Olascoaga   | Olascoaga       |
| 1974 | Único         | Sportivo Olascoaga   | Olascoaga       |
| 1975 | Único         | Boca Juniors         | Bragado         |
| 1976 | Único         | Mariano Moreno       | Bragado         |
| 1977 | Único         | Sportivo Bragado     | Bragado         |
| 1978 | Único         | Sportivo Olascoaga   | Olascoaga       |
| 1979 | Único         | Juventus Juniors     | Bragado         |
| 1980 | Único         | Acerías Bragado      | Bragado         |
| 1981 | Único         | Sportivo Bragado     | Bragado         |
| 1982 | Único         | Juventus Juniors     | Bragado         |
| 1983 | Único         | Aceros Moreno        | Bragado         |
| 1984 | Único         | Aceros Moreno        | Bragado         |
| 1985 | Único         | Acerías Bragado      | Bragado         |
| 1986 | Único         | S.D. Mechita         | Mechita         |
| 1987 | Único         | S.D. Mechita         | Mechita         |
| 1988 | Único         | Boca Juniors         | Bragado         |
| 1989 | Único         | Boca Juniors         | Bragado         |
| 1990 | Único         | Boca Juniors         | Bragado         |
| 1991 | Único         | Boca Juniors         | Bragado         |
| 1992 | Único         | Boca Juniors         | Bragado         |
| 1993 | Único         | Santa Marta          | Bragado         |
| 1994 | Único         | Defensores del Bajo  | Bragado         |
| 1995 | Único         | Sportivo Bragado     | Bragado         |
| 1996 | Único         | Sportivo Bragado     | Bragado         |
| 1997 | Único         | Sportivo Bragado     | Bragado         |
| 1998 | Único         | Juventud Unida       | Eduardo O'Brien |
| 1999 | Único         | Bragado Club         | Bragado         |
| 2000 | Apertura      | Defensores del Bajo  | Bragado         |
| 2000 | Clausura      | Bragado Club         | Bragado         |
| 2001 | Único         | Sportivo Bragado     | Bragado         |
| 2002 | Único         | Bragado Club         | Bragado         |
| 2003 | Único         | Bragado Club         | Bragado         |
| 2004 | Único         | Sportivo Bragado     | Bragado         |
| 2005 | No se disputó | No se disputó        | No se disputó   |
| 2006 | No se disputó | No se disputó        | No se disputó   |
| 2007 | Único         | Sportivo Bragado     | Bragado         |
| 2008 | Único         | San Lorenzo          | Alberti         |
| 2009 | Único         | San Lorenzo          | Alberti         |
| 2010 | Único         | Bragado Club         | Bragado         |
| 2011 | Único         | Bragado Club         | Bragado         |
| 2012 | Único         | Boca Juniors         | Bragado         |
| 2013 | Único         | Bragado Club         | Bragado         |
| 2014 | Único         | S.D. Mechita         | Mechita         |
| 2015 | Único         | Bragado Club         | Bragado         |
| 2016 | Único         | Bragado Club         | Bragado         |
| 2017 | Único         | Bragado Club         | Bragado         |
| 2018 | Único         | Bragado Club         | Bragado         |
| 2019 | Único         | Bragado Club         | Bragado         |
| 2020 | No se disputó | No se disputó        | No se disputó   |
| 2021 | Apertura      | S.E.M.B.             | Bragado         |
| 2022 | Único         | S.E.M.B.             | Bragado         |
| 2023 | Apertura      | Bragado Club         | Bragado         |
| 2023 | Clausura      | Bragado Club         | Bragado         |
| 2024 | Apertura      | Villa Tranquila      | O'Brien         |
| 2024 | Clausura      | Bragado Club         | Bragado         |
| 2024 | Anual         | Villa Tranquila      | O'Brien         |

#### Por club
| Equipo                                                    | Ciudad                                                    | Total | Campeonatos                                                                                                 |
| --------------------------------------------------------- | --------------------------------------------------------- | ----- | --- |
| Bragado Club                                              | Bragado                                                   | 13    | 1999, 2000, 2002, 2003, 2010, 2011, 2013, 2015, 2016, 2017, 2018, 2019, 2023                                |
| Sportivo Bragado                                          | Bragado                                                   | 9     | 1958, 1977, 1981, 1995, 1996, 1997, 2001, 2004, 2007                                                        |
| Boca Juniors                                              | Bragado                                                   | 9     | 1963, 1965, 1975, 1988, 1989, 1990, 1991, 1992, 2012                                                        |
| Sportivo Olascoaga                                        | Olascoaga                                                 | 6     | 1964, 1969, 1972, 1973, 1974, 1978                                                                          |
| Juventud Ferroviaria                                      | Mechita                                                   | 5     | 1948, 1949, 1953, 1968, 1970                                                                                |
| Mariano Moreno                                            | Bragado                                                   | 4     | 1952, 1959, 1967, 1976                                                                                      |
| Juventus Juniors                                          | Bragado                                                   | 4     | 1966, 1971, 1979, 1982                                                                                      |
| Porteño                                                   | Bragado                                                   | 3     | 1956, 1961, 1962                                                                                            |
| Racing Club                                               | Bragado                                                   | 3     | 1950, 1951, 1960                                                                                            |
| S.D. Mechita                                              | Mechita                                                   | 3 (8) | 1986, 1987, 2014 (Al fusionarse con Juventud Ferroviaria y Ferrocarril Oeste se le suman los demás títulos) |
| Acerías Bragado                                           | Bragado                                                   | 2     | 1980, 1985                                                                                                  |
| Aceros Moreno                                             | Bragado                                                   | 2     | 1983, 1984                                                                                                  |
| Defensores del Bajo                                       | Bragado                                                   | 2     | 1994, 2000                                                                                                  |
| F.E.B.A.                                                  | Alberti                                                   | 2     | 1954, 1957                                                                                                  |
| San Lorenzo                                               | Alberti                                                   | 2     | 2008, 2009                                                                                                  |
| S.E.M.B.                                                  | Bragado                                                   | 2     | 2021, 2022                                                                                                  |
| Villa Tranquila                                           | Eduardo O'Brien                                           | 1     | 2024 |
| Juventud Unida                                            | Alberti                                                   | 1     | 1955 |
| Juventud Unida                                            | Eduardo O'Brien                                           | 1     | 1998 |
| Santa Marta                                               | Bragado                                                   | 1     | 1993 |
| Campeonatos desiertos/sin resolución/años sin campeonatos | Campeonatos desiertos/sin resolución/años sin campeonatos | 3     | 2005, 2006, 2020                                                                                            |

### Torneos interligas
| Edición                                 | Ligas organizadoras | Campeón        | Ciudad          |
| --------------------------------------- | --- | -------------- | --------------- |
| 1986 Torneo Amistad                     | Liga Bragadense de Fútbol, Liga Toldense de Fútbol | Juventud Unida | Eduardo O'Brien |
| 2005 Torneo Unificación                 | Liga Bragadense de Fútbol, Liga Toldense de Fútbol | Viamonte F.C.  | Los Toldos      |
| 2006 Torneo Junín / Chacabuco / Bragado | Liga Bragadense de Fútbol, Liga Deportiva del Oeste, Liga Deportiva de Chacabuco | Sarmiento      | Junín           |
| 2007 Torneo de las Cuatro Ligas         | Liga Bragadense de Fútbol, Liga Deportiva del Oeste, Liga Deportiva de Chacabuco, Liga Deportiva de General Arenales                                                                                      | Colonial       | Ferré           |
| 2008 Torneo de las Cuatro Ligas         | Liga Bragadense de Fútbol, Liga Deportiva del Oeste, Liga Deportiva de Chacabuco, Liga Deportiva de General Arenales                                                                                      | Ambos Mundos   | Junín           |
| 2009 Torneo de las Cuatro Ligas         | Liga Bragadense de Fútbol, Liga Deportiva del Oeste, Liga Deportiva de Chacabuco, Liga Deportiva de General Arenales                                                                                      | Social         | Ascensión       |
| 2010 Torneo de las Siete Ligas          | Liga Bragadense de Fútbol, Liga Deportiva del Oeste, Liga Deportiva de Chacabuco, Liga Deportiva de General Arenales, Liga de Fútbol de Salto, Liga Deportiva de Colón, Liga Deportiva de Fútbol de Rojas | Defensores     | Salto           |
| 2011 Torneo de las Siete Ligas          | Liga Bragadense de Fútbol, Liga Deportiva del Oeste, Liga Deportiva de Chacabuco, Liga Deportiva de General Arenales, Liga de Fútbol de Salto, Liga Deportiva de Colón, Liga Deportiva de Fútbol de Rojas | Social         | Ascensión       |
| 2014 Unión Deportiva                    | Liga Bragadense de Fútbol, Liga Toldense de Fútbol, Liga Nuevejuliense de Fútbol, Liga Casarense de Fútbol                                                                                                | Viamonte F.C.  | Los Toldos      |